# Epidendrum schistostemum
Epidendrum schistostemum là một loài thực vật có hoa trong họ Lan. Loài này được Hágsater, Laube & L.Sánchez mô tả khoa học đầu tiên năm 2008.